# Johnny Winter

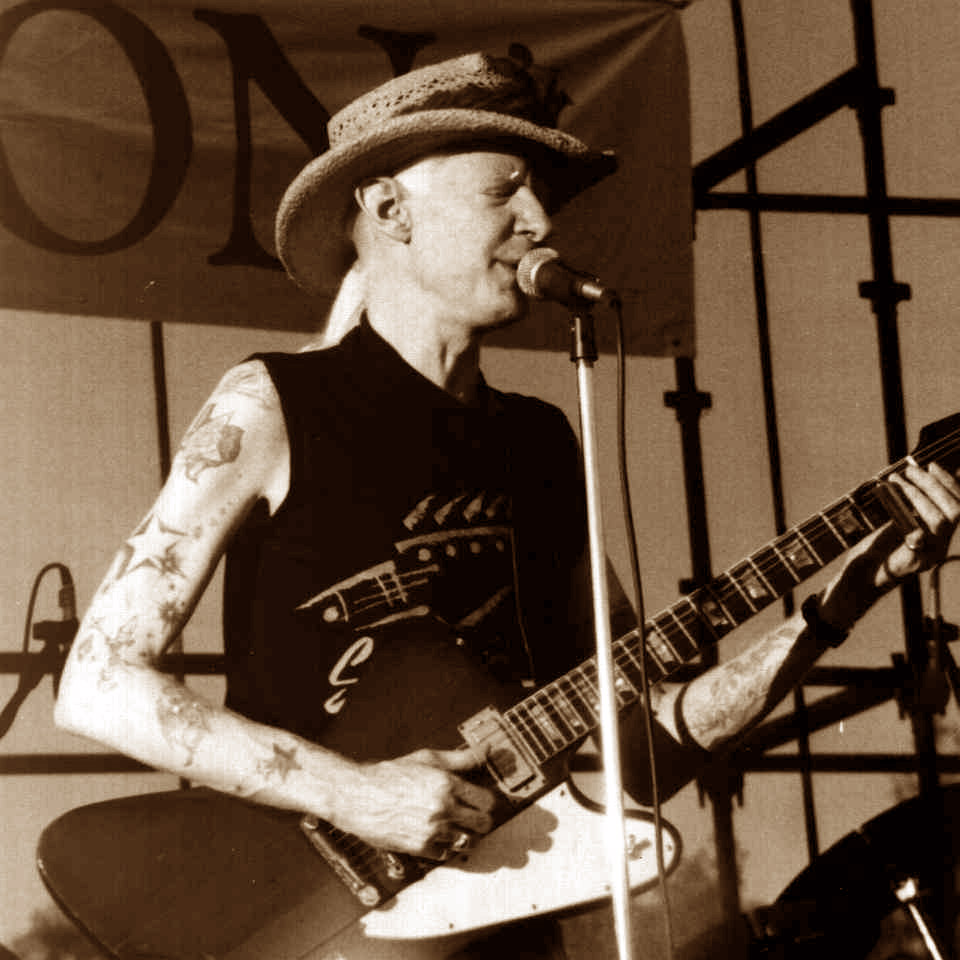
Johnny Winter, 1990

Johnny Winter (* 23. Februar 1944 als John Dawson Winter III in Beaumont, Texas; † 16. Juli 2014 im Bezirk Bülach, Kanton Zürich, Schweiz) war ein amerikanischer Blues- und Bluesrock-Gitarrist, Sänger, Songschreiber und Musikproduzent.
Sein Repertoire umfasste sowohl Interpretationen traditioneller Bluesstücke und Coverversionen bekannter Rocktitel als auch bluesorientierte Eigenkompositionen. Besondere Aufmerksamkeit erregten seine energiegeladenen Liveauftritte, die sich durch den Gleichklang von schnellen Gitarrensoli und seinem kraftvollen, rauen Gesang auszeichneten.
Als Produzent machte sich Winter durch seine Zusammenarbeit mit Muddy Waters, mit dem er zwischen 1976 und 1980 vier Alben produzierte, in der Bluesszene einen Namen. 1988 wurde Winter als erster weißer Musiker in die Blues Hall of Fame aufgenommen. Die Musikzeitschrift Rolling Stone listete Winter 2003 auf Rang 63 der 100 größten Gitarristen aller Zeiten.

## Biografie

### Frühe Jahre
Johnny Winter wurde 1944 in Beaumont, Texas geboren. Er kam, wie sein jüngerer Bruder Edgar Winter (* 28. Dezember 1946), mit Albinismus zur Welt. Seine ersten vier Lebensjahre verbrachte Winter in Leland, Mississippi, dem Geburtsort seines Vaters. 1948 zog die Familie nach Beaumont, der Heimatstadt seiner Mutter.
Die Brüder Johnny und Edgar wurden von ihren Eltern John Dawson Winter Jr. (1909–2001) und Edwina Holland Winter (1917–2011) schon früh an die Musik herangeführt. Der Vater spielte in seiner Freizeit Saxophon und Gitarre und sang in Kirchen und bei privaten Veranstaltungen. Die Mutter spielte Klavier. Im Alter von fünf Jahren begann Johnny Winter Klarinette zu spielen, wechselte mit neun Jahren zur Ukelele und mit elf Jahren zur Gitarre. Sein Bruder Edgar spielte Klavier und Saxophon. 1954 traten die Brüder im Rahmen eines Amateurwettbewerbs in einer lokalen Fernsehsendung auf, bei der sie als Duo Musik im Stil der Everly Brothers vortrugen.
Mitte der 1950er Jahre wurde Johnny Winters Interesse für den Rock ’n’ Roll sowie den Blues schwarzer Musiker wie Muddy Waters, Howlin’ Wolf, B. B. King, Jimmy Reed und Bobby „Blue“ Bland durch Radiosendungen eines Discjockeys namens J.P. Richardson und des Bluesgitarristen Clarence Garlow aus Beaumont geweckt.

### 1959–1967: Anfänge als Profimusiker
1959 gründete Johnny Winter im Alter von 15 Jahren seine erste Band Johnny and the Jammers, an der auch sein Bruder Edgar beteiligt war. Die Band veröffentlichte 1960 ihre erste Single School Day Blues / You Know I Love You auf dem lokalen Plattenlabel Dart Records in Houston, die ihnen einen Achtungserfolg in Beaumont und Umgebung einbrachte. Bis 1967 folgten weitere Single-Aufnahmen, darunter Creepy / Oh My Darling (1960), Shed So Many Tears / That's What Love Does (1961), Voodoo Twist / Ease My Pain (1962), Gangster of Love / Eternally (1963), Road Runner / The Guy You Left Behind (1963), Gone for Bad / I Won't Believe It (1965), Birds Can't Row Boats / Leavin' Blues (1966), Parchman Farm / Tramp (1967), die unter verschiedenen Bandnamen wie Neal and the Newcomers, It and Them, Black Plague, The Great Believers und The Traits mit wechselnder Bandbesetzung für lokale Plattenlabel eingespielt wurden. Seinen ersten Erfolg in den Charts hatte Winter mit der Single Harlem Shuffle / Somewhere, einer Aufnahme mit der Band The Traits, die 1966 von Universal Records aus Houston veröffentlicht wurde und sich im November 1966 zwei Wochen lang in den Billboard Hot 100 hielt. Diese frühen Plattenaufnahmen wurden nach Winters Durchbruch im Jahr 1969 als Kompilationsalbum unter dem Titel The Johnny Winter Story für den internationalen Markt veröffentlicht. Das Repertoire der frühen Aufnahmen umfasste verschiedene Musikrichtungen von Blues und R&B über Soul bis Rock ’n’ Roll und zeigte den jungen Musiker auf der Suche nach einer eigenen musikalischen Stilrichtung.
1962 hatte Winter einen kurzen Gastauftritt bei einem Konzert von B. B. King im Musikclub The Raven in Beaumont, das Johnny Winter und sein Bruder als eine der wenigen weißen Zuhörer besuchten. Winter erinnerte sich Jahre später an diese Begebenheit: „Ich war etwa 17 und B.B. wollte mich erst nicht auf die Bühne lassen. Er fragte mich nach einem Gewerkschaftsausweis, und ich hatte einen. Außerdem habe ich immer wieder Leute rübergeschickt, um ihn zu bitten, mich spielen zu lassen. Schließlich beschloss er, dass es genug Besucher gab, die mich hören wollten und dass es sich lohnen würde, mich auf die Bühne zu lassen, egal ob ich gut war oder nicht. Er gab mir seine Gitarre und ließ mich spielen. Ich bekam stehende Ovationen, und er nahm seine Gitarre zurück.“
Nach seinem Highschool-Abschluss 1963 am Lamar State Collage in Beaumont zog Winter für rund acht Monate nach Chicago, wo er vergeblich versuchte, in der Bluesszene seiner Vorbilder Muddy Waters und Howlin’ Wolf Fuß zu fassen. Noch im selben Jahr kehrte er enttäuscht nach Beaumont zurück.
Ab Mitte der 1960er Jahre tingelte Winter durch kleine Clubs und Juke Joints in den Südstaaten der USA, vor allem in Georgia, Louisiana und Florida.

### 1968–1969: Internationaler Durchbruch
Im Jahr 1968 formierte Johnny Winter ein Bluesrock-Trio mit Tommy Shannon am Bass und „Uncle“ John Turner am Schlagzeug. In dieser Besetzung nahmen die Musiker im August 1968 ihr erstes Album The Progressive Blues Experiment in der Vulcan Gas Company, einem Musikclub in Austin, Texas auf. Das Album enthält sechs Interpretationen traditioneller Bluestitel sowie vier bluesorientierte Eigenkompositionen Winters und wurde erstmals im Oktober 1968 auf dem kleinen lokalen Plattenlabel Sonobeat (Austin, Texas) in einer Auflage von nur hundert Exemplaren veröffentlicht. Nachdem Winter einen hochdotierten Plattenvertrag bei Columbia Records unterzeichnet hatte, wurden die Rechte an Imperial Records verkauft und das Album im März 1969 mit neuem Plattencover für den internationalen Vertrieb erneut veröffentlicht.
Am 7. Dezember 1968 erschien in der Musikzeitschrift Rolling Stone eine Reportage über die texanische Musikszene, in der Johnny Winter als „der heißeste Artikel neben Janis Joplin“ gepriesen und wie folgt beschrieben wurde: „Stellt euch einen hundertdreißig Pfund leichten, schielenden Albino mit langem fließendem Haar vor, der so ziemlich die flüssigste Bluesgitarre spielt, die man jemals gehört hat.“
Am 13. Dezember 1968 hatte Winter einen Gastauftritt bei einem Konzert von Al Kooper und Mike Bloomfield im Fillmore East in New York City, bei dem er seine Interpretation des B. B. King-Titels It's My Own Fault vor einem begeisterten Publikum vortrug. Das Konzert wurde im Jahr 2003 erstmals auf CD unter dem Titel Fillmore East: The Lost Concert Tapes 12/13/68 veröffentlicht.
Der Artikel im Rolling Stone und der Auftritt im Fillmore East erregten die Aufmerksamkeit der großen Schallplattenkonzerne dermaßen, dass sie mit Traumsummen um den damals noch weitgehend unbekannten Provinzmusiker warben. Den Zuschlag erhielt im Februar 1969 Columbia Records mit einem Vorschuss von 600.000 Dollar, der bis dahin höchsten Summe, die für einen neuen Solomusiker gezahlt wurde.
Von Februar bis März 1969 fanden die Studioaufnahmen für das zweite, selbstbetitelte Studioalbum Johnny Winter in gleicher Trio-Besetzung mit Tommy Shannon am Bass und „Uncle“ John Turner am Schlagzeug statt. Als Gastmusiker wirkten Edgar Winter (Klavier, Altsaxophon) sowie die Chicagoer Bluesveteranen Willie Dixon (Kontrabass) und Big Walter Horton (Mundharmonika) mit. Das im April 1969 bei Columbia Records veröffentlichte Album enthält sechs traditionelle Bluestitel sowie drei Eigenkompositionen. Das Album verschaffte Winter den internationalen Durchbruch und erreichte Platz 24 in den Billboard 200 Album-Charts.
Im selben Jahr ging das Winter-Trio zusammen mit Edgar Winter auf Tournee und trat bei mehreren Musikfestivals auf. Höhepunkt war der Konzertauftritt beim Woodstock-Festival am frühen Morgen des 18. August 1969. Der Auftritt erschien jedoch später weder im offiziellen Film noch auf den Konzertalben Woodstock und Woodstock Two, da es zu Streitigkeiten zwischen Winters damaligem Manager Steve Paul und den Veranstaltern des Festivals kam. Der vollständige Konzertmitschnitt wurde erst vierzig Jahre später unter dem Titel The Woodstock Experience auf CD veröffentlicht.
Mit Bruder Edgar als vollwertigem Mitglied der Band nahm Johnny Winter von Juli bis August 1969 in Nashville, Tennessee sein drittes Studioalbum Second Winter auf, das im Oktober 1969 als Doppel-LP mit einer unbespielten vierte LP-Seite erschien. Winter kommentierte dies so: "[...] Außerdem gefiel uns alles, was wir gemacht hatten, richtig gut, und wir wollten keinen der Songs weglassen. Wir konnten euch wirklich nicht mehr geben und wollten euch auch nicht weniger geben. So ist es genau das, was wir in Nashville gemacht haben - nicht mehr und nicht weniger." Die Titelauswahl enthält neben fünf Eigenkompositionen Coverversionen bekannter Rocktitel, darunter Chuck Berrys Johnny B. Goode und Bob Dylans Highway 61 Revisited, die zum festen Bestandteil seines Liverepertoirs wurden.
Im New Yorker Musikclub The Scene kam es 1969 zu einer spontanen Jamsession mit Jimi Hendrix, bei der Johnny Winter die Leadgitarre übernahm und Jimi Hendrix Bass spielte. Über diesen Auftritt gibt es mit Ausnahme einiger Schwarzweiß-Fotos nur wenige offizielle Informationen. Edgar Winter berichtete im Jahr 2022 in einem Interview auf Let's Rock Chats, dass Hendrix die Möglichkeit, Gitarre zu spielen, abgelehnt und sich stattdessen für den Bass entschieden habe. „Es gab in New York einen Club namens The Scene, in den alle gingen“, erinnerte sich Edgar Winter. „Jimi spielte den Bass. Er ging da hoch und spielte den Bass. Ich denke, das spricht Bände. [...] Man möchte sich nicht mit einem Gitarristen wie Johnny anlegen. Ich sage nicht, dass Jimi Angst davor hatte, aber er entschied sich, Bass zu spielen, anstatt die Gitarre in die Hand zu nehmen.“
Ebenfalls in das Jahr 1969 fällt eine kurzlebige Liebesbeziehung zwischen Janis Joplin und Johnny Winter, wodurch es zu Gastauftritten Winters bei mehreren Konzerten von Janis Joplin kam, u. a. in der Boston Music Hall am 11. Dezember 1969 und im Madison Square Garden in New York City am 27. Dezember 1969. Winter antwortete 2014 in einem Interview auf die Frage, ob er eine Liaison mit Janis Joplin hatte: „Oh ja! Wir verstanden uns sofort. Sie kam aus der gleichen Gegend wie ich, gerade mal 20 Kilometer weiter. Sie rief mich oft an und fragte, ob wir ausgehen wollten. Und ich habe immer zugesagt. Ich mochte Janis, sie war ein nettes Mädchen. Sie hasste die Leute in Port Arthur, die behandelten sie mies. Wir haben auch drei, vier Mal zusammen gespielt.“

### 1970–1971: Johnny Winter And The McCoys
Im Frühjahr 1970 ging Johnny Winter mit gleicher Band-Besetzung wie 1969 auf Europatournee. Hierbei wurden zwei Liveauftritte für europäische Fernsehsender aufgenommen, bei Radio Bremen Liveaufzeichnungen der Titel Johnny B. Goode und Mean Town Blues für die Sendung Beat-Club sowie ein Konzertmitschnitt in Kopenhagen für das dänische Fernsehen. Höhepunkte der Tournee waren Konzerte in der Royal Albert Hall in London am 17. April 1970 und beim Montreux Golden Rose Festival am 24. April 1970.
Nach dieser Europatournee trennte sich Winter von seinen Bandkollegen Tommy Shannon und „Uncle“ John Turner. Sein Bruder Edgar verfolgte eigene musikalische Wege und veröffentlichte noch im selben Jahr sein erstes Soloalbum Entrance.
Im Frühsommer 1970 formierte Johnny Winter eine neue Band mit den Mitgliedern der Rockgruppe The McCoys, dem Gitarristen Rick Derringer, dem Bassisten Randy Jo Hobbs und dem Schlagzeuger Randy Zehringer. Damit ging eine deutliche Veränderung der musikalischen Ausrichtung auf das Rock- und Hardrock-Genre einher.
Die Aufnahmen für das vierte Studioalbum Johnny Winter And begannen im Juni 1970 in New York City. Das Album wurde im September 1970 von Columbia Records veröffentlicht und enthält drei Eigenkompositionen von Johnny Winter sowie vier Musiktitel aus der Feder von Rick Derringer, u. a. den Titel Rock and Roll, Hoochie Koo. Aufmerksamkeit erregte vor allem das virtuose Zusammenspiel der beiden Gitarristen Johnny Winter und Rick Derringer.
Im Herbst 1970 folgte eine Tournee durch Nordamerika in der neuen Bandbesetzung, wobei Randy Zehringer durch den Schlagzeuger Bobby Caldwell ersetzt wurde. Konzertmitschnitte von Auftritten im Fillmore East in New York City und in Pirate's World in Dania Beach, Florida wurden im März 1971 als erstes Livealbum mit dem Titel Live Johnny Winter And veröffentlicht. Das Album enthält vier Interpretationen von Rock-’n’-Roll-Klassikern der Musiker Jerry Lee Lewis, Little Richard und Chuck Berry, zwei Bluestitel von John Lee Williamson und B. B. King, die Rolling-Stones-Nummer Jumpin’ Jack Flash sowie die Eigenkomposition Mean Town Blues von Johnny Winter. Das Album erreichte Platz 40 in den Billboard 200 Album-Charts, Platz 20 in den britischen Album-Charts sowie Platz 48 in den kanadischen RPM 100 Album-Charts und wurde mit einer goldenen Schallplatte von der RIAA ausgezeichnet. Es gehört damit zu den kommerziell erfolgreichsten Platten Winters. Im Jahr 2010 erschien ein vollständiger Konzertmitschnitt des Liveauftritts im Fillmore East unter dem Titel Live at the Fillmore East 10/3/70 auf CD.
Im Januar und Februar 1971 unternahm Winter seine zweite Europatournee mit Auftritten in England, Dänemark, Schweden und Deutschland. Von März bis Juni 1971 folgte eine ausgedehnte Tournee durch Kanada und die USA, u. a. mit mehreren Konzerten im Fillmore East (New York City) und im Fillmore West (San Francisco).

### 1971–1972: Drogenprobleme und Entzug
Aufgrund seiner Heroinabhängigkeit und suizidaler Depressionen, hervorgerufen durch den zunehmenden Tourneestress und die Last des Superstar-Image, war Winter nicht mehr in der Lage, den durch sein Livealbum ausgelösten Karriereschub zu nutzen. Nach einem Zusammenbruch im Dezember 1971 zog er sich zunächst in seine Heimatstadt Beaumont zurück und begab sich dann für neun Monate zum Drogenentzug in stationäre Behandlung in das River Oaks Hospital in New Orleans.
Winter berichtete 2013 in einem Interview über diese Zeit: „Ungefähr '71, als ich mit „Johnny Winter And“ spielte, fing ich an, Heroin zu nehmen. Und sobald ich merkte, dass ich süchtig war, dachte ich, ich könnte es einfach nehmen, damit ich mich besser fühle. Ich mochte wirklich nicht, was ich mit „Johnny Winter And“ machte, und ich war nicht sehr glücklich dabei. Ich spielte mehr Rock ’n’ Roll als Blues, und die ganze Band, außer Rick, nahm Heroin. Und sobald ich merkte, dass ich süchtig wurde, ging ich in ein Krankenhaus in New Orleans. Ich blieb etwa neun Monate lang im Krankenhaus.“

### 1973–1976: Comeback als Rockmusiker
Mit dem im März 1973 von Columbia Records veröffentlichten und von Rick Derringer produzierten, rockorientierten Studioalbum Still Alive and Well, das u. a. zwei Eigenkompositionen Winters, zwei Titel aus der Feder von Rick Derringer sowie zwei Songs der Rolling Stones enthält, kehrte Johnny Winter 1973 in die Musikszene zurück. Das Album erreichte Platz 22 in den Billboard 200 Album-Charts.
Von April bis Juli 1973 ging Winter auf eine Comeback-Tournee mit Randy Jo Hobbs am Bass und Richard Hughes am Schlagzeug. Bei einigen dieser Konzerte stand auch Winters Lebensgefährtin Susan Warford mit auf der Bühne.
Im Jahr 1974 erschienen die beiden Studioalben Saints & Sinners und John Dawson Winter III, an denen, wie beim Album Still Alive and Well, die Musiker der „Johnny Winter And“-Besetzung mit Rick Derringer (Gitarre) und Randy Jo Hobbs (Bass) sowie Richard Hughes (Schlagzeug), Bobby Caldwell (Schlagzeug) und Edgar Winter (Keyboard, Saxophon) beteiligt waren. Die Songauswahl bestand aus einer Mischung von Eigenkompositionen und Coverversionen, überwiegend aus Rock- und Hardrock-Material.
1976 erschienen die beiden Livealben Captured Live! und Together. Captured Live! enthält Konzertmitschnitte, die im September 1975 bei einer Tournee durch Kalifornien in San Bernardino, San Diego und Oakland aufgenommen wurden. Mitglieder der Liveband waren Floyd Radford (Gitarre), Randy Jo Hobbs (Bass) und Richard Hughes (Schlagzeug). Das Livealbum Together enthält gemeinsame Konzertauftritte der Brüder Johnny und Edgar Winter, die in San Bernardino und San Diego aufgenommen wurden. Die Titelauswahl besteht ausschließlich aus Rock-’n’-Roll- und Soul-Standards und verweist damit auf die musikalischen Anfänge der Winter-Brüder in den frühen 1960er Jahren.

### 1976–1992: Rückkehr zum Blues
Im Jahr 1976 bekam Johnny Winter die Gelegenheit, mit seinem großen Vorbild, dem Bluesmusiker Muddy Waters zusammenzuarbeiten. Die beiden Musiker hatten sich bereits 1974 bei einem gemeinsamen Fernsehauftritt, dem „Blues Summit in Chicago“, kennengelernt. Nachdem Muddy Waters langjähriges Label Chees Records 1975 an General Recorded Tape verkauft worden war, unterzeichnete Waters 1976 einen Vertrag beim Label Blue Sky Records, das von Johnny Winters Manager Steve Paul gegründet und von Columbia Records vertrieben wurde. Damit ergab sich die Chance einer Zusammenarbeit zwischen Muddy Waters und Johnny Winter, der zwischen 1976 und 1980 als Produzent und Gitarrist an den Alben Hard Again (1977), I'm Ready (1978), Muddy „Mississippi“ Waters Live (1979) und King Bee (1981) beteiligt war. Die drei ersten Alben wurden mit Grammy Awards ausgezeichnet und verschafften Muddy Waters in seinen letzten Lebensjahren einen bedeutenden Karriereschub. Aus dieser Zusammenarbeit entwickelte sich eine persönliche Freundschaft der beiden Musiker bis zu Waters Tod im Jahr 1983. Im Rückblick bezeichnete Winter die Zusammenarbeit mit Muddy Waters in mehreren Interviews als den wichtigsten Abschnitt seiner Karriere.
Infolge der Studioarbeit kam es 1977 auch zu gemeinsamen Konzertauftritten mit Muddy Waters und James Cotton, die 2007 unter dem Titel Breakin’ It Up, Breakin’ It Down auf CD veröffentlicht wurden.
Im August 1977 erschien Johnny Winters achtes Studioalbum Nothin' but the Blues auf Blue Sky Records, das acht Eigenkompositionen und einen Song von Muddy Waters enthält. An den Aufnahmen waren Muddy Waters und seine Band beteiligt. Die Titelauswahl zeigt Winters Abkehr vom Hardrock seiner vorangegangenen Alben und die Rückkehr zum Blues-Genre.
Ebenfalls auf Blue Sky Records veröffentlichte Winter in den folgenden Jahren die beiden Studioalben White, Hot & Blue (1978), einer Mischung aus traditionellen Bluestiteln und bluesorientierten Eigenkompositionen, und Raisin' Cain (1980), das Rock-, Blues- und R&B-Material enthält.
In Deutschland trat Johnny Winter in Begleitung seiner Bandkollegen Jon Paris (Bass, Mundharmonika) und Bobby 'T' Torello (Schlagzeug) am 21. / 22. April 1979 im Rahmen der 4. Rockpalast Nacht in der ausverkauften Grugahalle in Essen vor rund 10.000 begeisterten Zuschauern auf. Das Konzert wurde von der ARD via Eurovision in voller Länge live in ganz Westeuropa übertragen und zeitgleich von zahlreichen Radiosendern in Stereofonie ausgestrahlt. Dieser zweistündige Konzertauftritt verhalf Winter über Nacht zu einem erheblichen Popularitätsschub beim europäischen Publikum, wodurch es in den folgenden Jahren zu regelmäßigen Europatourneen kam. Der Konzertmitschnitt wurde im Jahr 2011 unter dem Titel Rockpalast: Blues Rock Legends Vol. 3 auf CD und DVD veröffentlicht.
Im Jahr 1984 wechselte Winter zum Label Alligator Records, auf dem die Studioalben Guitar Slinger (1984), Serious Business (1985) und Third Degree (1986) mit einer bluesorientierten Songauswahl erschienen. Die beiden Alben Guitar Slinger und Serious Business erhielten eine Grammy-Nominierung in der Kategorie Best Traditional Blues Recording.
Daneben war Winter als Produzent und Gitarrist an dem 1984 veröffentlichten Album Whoopin’ des Blues-Veteranen Sonny Terry beteiligt.
Zwischen 1983 und 1987 kam es zu mehreren gemeinsamen Liveauftritten mit dem R&B-Musiker Dr. John, so bei einer Livesession am 23. November 1983 für das kanadische Fernsehen und bei einem 1987 in Stockholm aufgezeichneten Konzert für das schwedische Fernsehen, das im Jahr 2016 unter dem Titel Live in Sweden 1987 auf CD erschien.
1988 veröffentlichte Winter das rocklastige Studioalbum The Winter of '88 auf dem Label MCA Records. Mit den auf Pointblank erschienenen Studioalben Let Me In (1991) und Hey, Where's Your Brother? (1992) spielte Winter noch einmal zwei hochkarätige Bluesalben ein, die beide eine Grammy-Nominierung in der Kategorie Best Contemporary Blues Album erhielten. Auch in dieser Zeit unternahm Winter unablässig Konzerttourneen durch Nordamerika und Westeuropa, wobei er sein hohes Niveau als Livemusiker halten konnte.

### 1993–2014: Späte Jahre und Tod
Ab 1993 geriet Winter infolge persönlicher Probleme und Konflikte mit seinem damaligen Manager Teddy Slatus in eine Medikamenten- und Alkoholabhängigkeit, die, in Verbindung mit der Einnahme von Methadon, seine Virtuosität als Gitarrist und seine Gesangsstimme zunehmend beeinträchtigte. Dies führte in den folgenden Jahren zu einer derartigen Verschlechterung seiner körperlichen und mentalen Gesundheit, dass Winter 1999 kaum noch sprechen und spielen konnte. Hinzu kam eine Fraktur der Hüfte, die sich Winter infolge eines Sturzes im Jahr 2005 zuzog, so dass er Konzertauftritte nur noch sitzend bewältigte. Winter berichtete in einem Interview mit der Musikzeitschrift Guitar World im Juli 2010 über diese Zeit: „Ich war durcheinander [...] Ich war eine Weile nicht in bester Form. Ich habe einige wirklich schwierige persönliche Probleme durchgemacht und ich habe begonnen, auf Rat eines Arztes verschreibungspflichtige Medikamente zu nehmen. Aber am Ende nahm ich zu viele Medikamente über zu lange Zeit. In Kombination mit dem Trinken wurden die negativen Auswirkungen immer schlimmer.“
Zwischen 1993 und 2003 veröffentlichte Winter kein neues Studioalbum. Als einzige Neuveröffentlichung erschien im Jahr 1998 auf dem Label Pointblank das Album Live in NYC '97, ein Konzertmitschnitt aus dem Club The Bottom Line in Manhattan, auf dem bereits deutliche Defizite seiner instrumentalen Fähigkeiten zu erkennen sind.
In dieser Zeit nahm auch das Publikumsinteresse spürbar ab, weshalb die Auftrittsorte bei Tourneen Winters durch Nordamerika und Europa zunehmend kleiner wurden. Konnte Winter in den 1970er und 1980er Jahren noch große Konzerthallen mit mehreren tausend Fans füllen, so fanden seine Liveauftritte ab Mitte der 1990er Jahre überwiegend in kleineren Musikclubs vor wenigen hundert Zuhörern statt.
Auf seinem Tiefpunkt lernte Winter im Jahr 1999 den Gitarristen Paul Nelson kennen, der an den Aufnahmen des 2004 veröffentlichten Studioalbums I'm a Bluesman beteiligt war. Ab 2005 übernahm Paul Nelson auch die Rolle des Produzenten und Managers für Winter und entwöhnte ihn langsam von seinem Medikamenten-, Alkohol- und Methadonkonsum.
In den folgenden Jahren trat Winter bei Musikfestivals wieder vor größerem Publikum auf, so zum Beispiel beim Chicago Blues Festival (2008), beim Warren Haynes Christmas Jam (2008), beim New Orleans Jazz and Heritage Festival (2009) und beim Sweden Rock Festival (2009). Im März 2009 trat er mit den Allman Brothers zum 40. Jahrestag ihres Debüts im Beacon Theatre in New York City auf und war in den Jahren 2007 und 2010 an Eric Claptons Crossroads Guitar Festival beteiligt.
In Deutschland kam es am 12. Mai 2007 zu einem zweiten Rockpalast-Konzert auf dem Museumsplatz in Bonn, bei dem Johnny Winter mit seiner Band Paul Nelson (Gitarre), Scott Spray (Bass) und Wayne June (Schlagzeug) als dritte Gruppe nach seinem ehemaligen Bandkollegen Rick Derringer und seinem Bruder Edgar Winter auftrat. Höhepunkt war ein gemeinsamer Auftritt der drei Musiker zum Abschluss des Konzerts.
Im Herbst 2008 spielte Johnny Winter mit seiner Band, unter Beteiligung von Eric Sardinas & Big Motor als Vorgruppe, mehrere Konzerte in Europa, ebenso im Jahr 2010 u. a. bei den Leverkusener Jazztagen.
2011 veröffentlichte Johnny Winter das von Paul Nelson produzierte Studioalbum Roots auf dem Label Megaforce Records, das aus einer Sammlung von elf Blues- und Rock-’n’-Roll-Klassikern besteht, die Winter in seiner Jugend inspiriert hatten. An den Aufnahmen waren als Gastmusiker Vince Gill, Sonny Landreth, Susan Tedeschi, Edgar Winter, Warren Haynes, Derek Trucks, Jimmy Vivino, John Popper und John Medeski beteiligt.
Auch 2014 war Winter wieder auf Tournee durch Europa unterwegs. Zwei Tage nach seinem letzten Auftritt beim Cahors Blues Festival in Frankreich wurde er am 16. Juli 2014 tot in seinem Hotelzimmer in der Nähe des Züricher Flughafens aufgefunden. Die Todesursache wurde offiziell nicht bekanntgegeben. Nach Aussage seines Gitarristen, Produzenten und Managers Paul Nelson starb Winter an einem Lungenemphysem in Kombination mit einer Lungenentzündung.
David Marchese schrieb nach Winters Tod in der Zeitschrift Rolling Stone: „Winter war einer der ersten Bluesrock-Gitarrenvirtuosen, der in den späten Sechzigern und frühen Siebzigern eine Reihe populärer und feuriger Alben herausbrachte und dabei zu einem Publikumsmagneten wurde … [er] machte sich selbst zu einer Ikone, indem er den Blues spielte“.
Sein 19. und letztes Studioalbum Step Back, mit Gastbeiträgen von Joe Bonamassa, Eric Clapton, Billy Gibbons, Leslie West, Brian Setzer, Dr. John, Ben Harper und Joe Perry, wurde posthum am 2. September 2014 veröffentlicht. Wie beim vorherigen Album Roots besteht die Titelauswahl vor allem aus traditionellen Blues-Standards. Das Album wurde 2015 mit dem Grammy Award in der Kategorie bestes Blues Album sowie mit dem Blues Music Award als bestes Blues Rock Album ausgezeichnet.
2022 veröffentlichte Edgar Winter ein Tribut-Album mit dem Titel Brother Johnny, das neue Interpretationen der bekanntesten Songs enthält, die Johnny Winter während seiner Karriere gespielt hatte. Als Gastmusiker waren u. a. Joe Bonamassa, Billy Gibbons, Derek Trucks, Joe Walsh, Kenny Wayne Shephard, Steve Lukather, Warren Haynes und Ringo Starr beteiligt.

### Privatleben
Johnny Winter lebte von 1970 bis 1999 in New York City. 1993 heiratete er Susan Warford (1950–2019), mit der er seit 1972 zusammenlebte. 1999 zog das Ehepaar nach Easton, Connecticut, einer Kleinstadt ca. 62 Meilen nordöstlich von New York City. Das Grab von Johnny und Susan Winter befindet sich auf dem Union Cemetery in Easton.

## Instrumente und Spieltechnik
Winter spielte während seiner Karriere eine Vielzahl von Gitarren, aber am bekanntesten wurde seine Gibson Firebird. Er besaß mehrere Modelle des Instruments, bevorzugte jedoch ein Firebird V-Modell aus dem Jahr 1963 mit Mini-Humbucker-Tonabnehmern, die er bis Mitte der 1980er Jahre regelmäßig bei Konzertauftritten spielte. Winter sagte hierzu: „Ich habe immer noch alle sechs von ihnen [...] aber die erste, die ich je gekauft habe, ist meine Lieblingsgitarre, weil ich sie so lange gespielt habe und mich an sie gewöhnt habe. Sie klingen alle unterschiedlich, aber diese klingt am besten. Der Hals ist schön und dünn [...] es gibt nichts, was sie nicht kann. Es ist eine großartige Gitarre.“ In einem Interview von 2014 beschrieb Winter den Klang des Instruments: „Die Firebird ist das Beste aus allen Welten. Sie fühlt sich an wie eine Gibson, aber sie klingt näher an einer Fender als die meisten anderen Gibsons. Ich war nie ein großer Fan von Humbucking-Tonabnehmern, aber die Mini-Humbucker der Firebird haben mehr Biss und Höhen.“
1984 trat der Gitarrenbauer Mark Erlewine mit seiner Lazer-E-Gitarre an Winter heran. Das Instrument fiel durch sein für die damalige Zeit ungewöhnliches Design ohne Kopfplatte und mit einem kleinen Korpus auf. Winter reagierte sofort: „Am ersten Tag, an dem ich sie einsteckte, klang sie so gut, dass ich sie noch am selben Abend für einen Gig verwenden wollte.“ Zum Klang des Instrumentes sagte Winter: „Die Lazer ist das, was dem Klang einer Strat und dem Gefühl einer Gibson am nächsten kommt. [...] Die Lazer ist ein bisschen einfacher zu spielen als die Firebird. Die Saitenlage ist hoch, aber die Saiten ziehen leichter. [...] Aber ich benutze die Firebird immer noch für Slide-Songs. Das Slide klingt auf der Firebird immer noch besser.“
Weitere E-Gitarren, die Winter besaß und spielte, waren eine Gibson ES-125 (seine erste E-Gitarre), eine Fender Stratocaster, eine Gibson Les Paul/SG Custom, eine Fender Mustang, eine Gibson Les Paul Goldtop mit P-90 Tonabnehmern, eine Gibson Flying V, eine Epiphone Wilshire, eine Gibson Black Beauty und eine mit nur 6 Saiten bespannte Fender Electric XII.
Bei akustischen Bluestiteln verwendete Winter im Studio häufig eine akustische National-Steel-Resonatorgitarre. Winter spielte mit einem Daumenpick und seinen Fingern. Sein Picking-Stil war von Chet Atkins und Merle Travis inspiriert, und er benutzte nie ein flaches Plektrum. Winter bevorzugte ein Daumenpick aus Kunststoff, das von Gibson verkauft wurde, und einen Stahl-Slide für den kleinen Finger, der später von Dunlop vermarktet wurde.

## Diskografie

### Studioalben
| Jahr | Titel                            | Höchstplatzierung, Gesamtwochen, AuszeichnungChartplatzierungen (Jahr, Titel, Platzierungen, Wochen, Auszeichnungen, Anmerkungen) | Höchstplatzierung, Gesamtwochen, AuszeichnungChartplatzierungen (Jahr, Titel, Platzierungen, Wochen, Auszeichnungen, Anmerkungen) | Höchstplatzierung, Gesamtwochen, AuszeichnungChartplatzierungen (Jahr, Titel, Platzierungen, Wochen, Auszeichnungen, Anmerkungen) | Höchstplatzierung, Gesamtwochen, AuszeichnungChartplatzierungen (Jahr, Titel, Platzierungen, Wochen, Auszeichnungen, Anmerkungen) | Höchstplatzierung, Gesamtwochen, AuszeichnungChartplatzierungen (Jahr, Titel, Platzierungen, Wochen, Auszeichnungen, Anmerkungen) | Anmerkungen                                                                           |
| Jahr | Titel                            | DE | AT | CH | UK | US | Anmerkungen                                                                           |
| ---- | -------------------------------- | --- | --- | --- | --- | --- | ------------------------------------------------------------------------------------- |
| 1969 | The Progressive Blues Experiment | — | — | — | — | US40 (20 Wo.)US | Erstveröffentlichung 1968 bei Sonobeat                                                |
| 1969 | Johnny Winter                    | — | — | — | — | US24 (23 Wo.)US |                                                                                       |
| 1969 | Second Winter                    | — | — | — | UK59 (2 Wo.)UK | US55 (17 Wo.)US |                                                                                       |
| 1970 | Johnny Winter And                | — | — | — | UK29 (4 Wo.)UK | US154 (4 Wo.)US |                                                                                       |
| 1973 | Still Alive and Well             | — | — | — | — | US22 (24 Wo.)US |                                                                                       |
| 1974 | Saints & Sinners                 | — | — | — | — | US42 (16 Wo.)US |                                                                                       |
| 1974 | John Dawson Winter III           | — | — | — | — | US78 (12 Wo.)US |                                                                                       |
| 1977 | Nothin’ but the Blues            | — | — | — | — | US146 (8 Wo.)US |                                                                                       |
| 1978 | White, Hot & Blue                | — | — | — | — | US141 (4 Wo.)US |                                                                                       |
| 1980 | Raisin’ Cain                     | — | — | — | — | US—US |                                                                                       |
| 1984 | Guitar Slinger                   | — | — | — | — | US183 (4 Wo.)US | Grammy-Nominierung (Best Traditional Blues Recording)                                 |
| 1985 | Serious Business                 | — | — | — | — | US156 (10 Wo.)US | Grammy-Nominierung (Best Traditional Blues Recording)                                 |
| 1986 | Third Degree                     | — | — | — | — | — |                                                                                       |
| 1988 | The Winter of ’88                | — | — | — | — | — |                                                                                       |
| 1991 | Let Me In                        | — | — | — | — | — | Grammy-Nominierung (Best Contemporary Blues Album)                                    |
| 1992 | Hey, Where’s Your Brother?       | — | — | — | — | — | Grammy-Nominierung (Best Contemporary Blues Album)                                    |
| 2004 | I’m a Bluesman                   | — | — | — | — | — | Grammy-Nominierung (Best Contemporary Blues Album)                                    |
| 2011 | Roots                            | — | — | — | — | US163 (1 Wo.)US |                                                                                       |
| 2014 | Step Back                        | DE20 (2 Wo.)DE | AT22 (2 Wo.)AT | CH13 (4 Wo.)CH | UK41 (1 Wo.)UK | US17 (5 Wo.)US | Grammy Award 2015 (Best Blues Album) / Blues Music Award 2015 (Best Blues Rock Album) |

grau schraffiert: keine Chartdaten aus diesem Jahr verfügbar
Angaben zu Grammy Awards Nominierungen und Gewinnen

Angaben zu Blues Music Award Nominierungen und Gewinnen

### Livealben
| Jahr | Titel                  | Höchstplatzierung, Gesamtwochen, AuszeichnungChartplatzierungen (Jahr, Titel, Platzierungen, Wochen, Auszeichnungen, Anmerkungen) | Höchstplatzierung, Gesamtwochen, AuszeichnungChartplatzierungen (Jahr, Titel, Platzierungen, Wochen, Auszeichnungen, Anmerkungen) | Höchstplatzierung, Gesamtwochen, AuszeichnungChartplatzierungen (Jahr, Titel, Platzierungen, Wochen, Auszeichnungen, Anmerkungen) | Höchstplatzierung, Gesamtwochen, AuszeichnungChartplatzierungen (Jahr, Titel, Platzierungen, Wochen, Auszeichnungen, Anmerkungen) | Höchstplatzierung, Gesamtwochen, AuszeichnungChartplatzierungen (Jahr, Titel, Platzierungen, Wochen, Auszeichnungen, Anmerkungen) | Anmerkungen      |
| Jahr | Titel                  | DE | AT | CH | UK | US | Anmerkungen      |
| ---- | ---------------------- | --- | --- | --- | --- | --- | ---------------- |
| 1971 | Live Johnny Winter And | — | — | — | UK20 (6 Wo.)UK | US40 Gold · (27 Wo.)US |                  |
| 1976 | Captured Live!         | — | — | — | — | US93 (12 Wo.)US |                  |
| 1976 | Together               | — | — | — | — | US89 (9 Wo.)US | mit Edgar Winter |

grau schraffiert: keine Chartdaten aus diesem Jahr verfügbar
Weitere Livealben
- Live in NYC ’97 (1998)
- Breakin’ It Up, Breakin’ It Down (2007) mit Muddy Waters und James Cotton (Aufnahmen von 1977)
- The Woodstock Experience (2009) (Konzertauftritt beim Woodstock-Festival am 18. August 1969)
- Live at the Fillmore East 10/3/70 (2010)
- Rockpalast: Blues Rock Legends Vol. 3 (2011) (Konzertauftritt bei der 4. Rockpalast Nacht am 21. / 22. April 1979 in der Grugahalle, Essen)
- Early Heat - Live at the Avalon Ballroom San Francisco 1968 (2013)
- Live in Sweden 1987 (2016) mit Dr. John

#### Live Bootleg Series
- Live Bootleg Series Vol. 1 (2007)
- Live Bootleg Series Vol. 2 (2008)
- Live Bootleg Series Vol. 3 (2008)
- Live Bootleg Series Vol. 4 (2009)
- Live Bootleg Series Vol. 5 (2009)
- Live Bootleg Series Vol. 6 (2010)
- Live Bootleg Series Vol. 7 (2011)
- Live Bootleg Series Vol. 8 (2012)
- Live Bootleg Series Vol. 9 (2013)
- Live Bootleg Series Vol. 10 (2013)
- Live Bootleg Special Edition (2014)
- Live Bootleg Series Vol. 11 (2014)
- Live Bootleg Series Vol. 12 (2016)
- Live Bootleg Series Vol. 13 (2016)
- Live Bootleg Series Vol. 14: It's Johnny's Birthday (2018)

### Kompilationen
| Jahr | Titel                   | Höchstplatzierung, Gesamtwochen, AuszeichnungChartplatzierungen (Jahr, Titel, Platzierungen, Wochen, Auszeichnungen, Anmerkungen) | Höchstplatzierung, Gesamtwochen, AuszeichnungChartplatzierungen (Jahr, Titel, Platzierungen, Wochen, Auszeichnungen, Anmerkungen) | Höchstplatzierung, Gesamtwochen, AuszeichnungChartplatzierungen (Jahr, Titel, Platzierungen, Wochen, Auszeichnungen, Anmerkungen) | Höchstplatzierung, Gesamtwochen, AuszeichnungChartplatzierungen (Jahr, Titel, Platzierungen, Wochen, Auszeichnungen, Anmerkungen) | Höchstplatzierung, Gesamtwochen, AuszeichnungChartplatzierungen (Jahr, Titel, Platzierungen, Wochen, Auszeichnungen, Anmerkungen) | Anmerkungen |
| Jahr | Titel                   | DE | AT | CH | UK | US | Anmerkungen |
| ---- | ----------------------- | --- | --- | --- | --- | --- | ----------- |
| 1969 | The Johnny Winter Story | — | — | — | — | US111 (6 Wo.)US |             |

grau schraffiert: keine Chartdaten aus diesem Jahr verfügbar
Weitere Kompilationen
- About Blues (1969)
- Early Times (1970)
- Before The Storm (1973)
- Scorchin’ Blues (1992)
- A Rock ‘n’ Roll Collection (1994)
- White Hot Blues (1997)
- Winter Blues (1997)
- Deluxe Edition (Alligator Records, 2001)
- The Best of Johnny Winter (Columbia, 2002)
- The Johnny Winter Anthology (Shout! Factory, 2009)
- True to the Blues: The Johnny Winter Story (Legacy, 2014)

### Gastbeiträge auf Edgar-Winter-Alben
- Entrance (1970)
- Edgar Winter’s White Trash (1971)
- Roadwork (1972)
- Jasmine Nightdreams (1975)
- Harlem Nocturne (1990)
- The Real Deal (1996)
- Winter Blues (1999)

### Session-/Gast-Musiker (Auswahl)
- Calvin "Loudmouth" Johnson, Johnny Winter: Raw To The Bone (1992) (Aufnahmen von 1967)
- Al Kooper, Michael Bloomfield: Fillmore East: The Lost Concert Tapes 12/13/68 (2003)
- Jimi Hendrix: Both Sides of the Sky (2018) (Gitarre auf Titel 8: Things I Used To Do, Aufnahme vom 7. Mai 1969 in den Record Plant Studios, New York City)
- Jerry LaCroix: Second Coming (Mean Ole World) (1974)
- Rick Derringer: Spring Fever (1975)
- Tornader: Hit It Again (1977)
- Muddy Waters: Hard Again (1977)
- Muddy Waters: I’m Ready (1978)
- Muddy Waters: Muddy “Mississippi” Waters Live (1979)
- Muddy Waters: King Bee (1981)
- Muddy Waters, Johnny Winter, James Cotton: Breakin’ It Up, Breakin’ It Down (2007) (Liveaufnahmen von 1977)
- Muddy Waters, Johnny Winter, James Cotton: Well Alright! (2024) (Liveaufnahmen von 1977)
- Uncle John Turner: Uncle John (1981)
- Sonny Terry: Whoopin’ (1984)
- Lonnie Brooks: Wound Up Tight (1987)
- Bugs Henderson: American Music (1988)
- Rocky Hill: Texas Shuffle (1989)
- John Lee Hooker: Mr. Lucky (1991)
- Robert Palmer: Ridin’ High (1992)
- Bob Dylan: 30th Anniversary Concert Celebration (1992)
- Bugs Henderson: Legendary Jams 1976–1980 (1997)
- Eric Sardinas: Treat Me Right (1999)
- John Lee Hooker: Face to Face (2003)

### Bootlegs (Auswahl)
- Austin, TX = The Progressive Blues Experiment (1972)
- Whole Lotta Love (1978)
- Ready for Winter (1981)
- It’s only Blues Live in Offenbach 1986 (1986)
- Still Blues After All These Years / Live In Chicago (1990)
- A Lone Star Kind of Day (Relix - Roy C. Ames production) (1991)
- Jack Daniels Kind of Day (1992)
- White Lightning (1996)
- Back in Beaumont (2000)

### Singles
| Jahr | Titel Album                                                                       | Höchstplatzierung, Gesamtwochen, AuszeichnungChartsChartplatzierungen (Jahr, Titel, Album, Platzierungen, Wochen, Auszeichnungen, Anmerkungen) | Anmerkungen      |
| Jahr | Titel Album                                                                       | US | Anmerkungen      |
| ---- | --------------------------------------------------------------------------------- | --- | ---------------- |
| 1968 | Rollin’ and Tumblin’ / Mean Town Blues The Progressive Blues Experiment           | — |                  |
| 1969 | Rollin’ and Tumblin’ / Forty Four The Progressive Blues Experiment                | — |                  |
| 1969 | I’m Yours and I’m Hers / I’ll Drown in My Tears Johnny Winter                     | — |                  |
| 1969 | Johnny B. Goode / I’m Not Sure Second Winter                                      | US92 (3 Wo.)US |                  |
| 1970 | Rock and Roll, Hoochie Koo / 21st Century Man Johnny Winter And                   | — |                  |
| 1971 | Jumpin’ Jack Flash / Good Morning Little Schoolgirl (Live) Live Johnny Winter And | US89 (2 Wo.)US |                  |
| 1973 | Silver Train / Rock & Roll Still Alive and Well                                   | — |                  |
| 1973 | Can't You Feel It / Rock & Roll Still Alive and Well                              | — |                  |
| 1974 | Stone County / Bad Luck Situation Saints & Sinners                                | — |                  |
| 1974 | Boney Moroney / Hurtin’ So Bad Saints & Sinners                                   | — |                  |
| 1974 | Raised on Rock / Pick Up on My Mojo John Dawson Winter III                        | — |                  |
| 1974 | Golden Olden Days of Rock & Roll / Stranger John Dawson Winter III                | — |                  |
| 1976 | Let the Good Times Roll / Soul Man (Live) Together                                | — | mit Edgar Winter |

### Videoalben
- Most Famous Hits - Live (2003)
- Live in Times Square (2004)
- The Hoochie Coochie Man (2005)
- Pieces & Bits (2006)
- Live Through the 70’s (2007)
- Live Through the 80’s (2010)
- Rockpalast: Blues Rock Legends Vol. 3 (2011) (Konzertauftritt bei der 4. Rockpalast Nacht am 21. / 22. April 1979 in der Grugahalle, Essen)
- Live from Japan (2012)

### Dokumentation
- Down & Dirty (Dokumentarfilm 2014)